# Konosuke Fukai
Konosuke Fukai foi um microbiologista japonês. Durante os anos 70 e 80, Fukai trabalhou em prol da erradicação do sarampo e da poliomielite em países do Terceiro Mundo, como a Indonésia e o Brasil. A difusão tecnólogica permitiu o aparelhamento da Fundação Oswaldo Cruz, que abastece atualmente o Brasil com vacinas, além de exportar para a América Latina e África.
Fukai era professor da Universidade de Osaka. Ele foi chefe do departamento do Departamento de medicina preventiva da universidade e presidente da Sociedade Japonesa de Microscopia Eletrônica.